# Farinelli
Farinelli, född Carlo Broschi 24 januari 1705 i Neapel, död 15 juli 1782, var en italiensk kastratsångare.

## Biografi
Farinelli föddes i Apulien i en lågadlig familj. Hans far, Salvatore, var borgmästare i Marate och Cisternino 1706-1709. Carlo Broschi kastrerades som pojke för att hans vackra röst skulle bevaras.
Han sändes till ett musikkonservatorium särskilt avsett för kastrater. Där fick pojkarna röstträning, komponeringslektioner och möjligheten att improvisera, något som publiken uppskattade. Han tog artistnamnet Farinelli efter en italiensk magistrat.
Under Nicola Porporas ledning fick Farinelli en fantastiskt vacker röst. Han blev känd i södra Italien som il ragazzo ("pojken") och sjöng för publik första gången 1720 i Porporas Angelica e Medoro. 1722 gjorde han sitt första framträdande i Rom i sin lärares Eumene, och väckte uppskattning då han överträffade en populär tysk trumpetare, för vilken Porpora hade skrivit ett obbligato till en av pojkens sånger, där han höll ut tonen med imponerande längd, renhet och styrka. Han sjöng ofta den kvinnliga huvudrollen i Porporas opera Adelaide.
Farinelli uppträdde i Wien 1724 och i Venedig följande år, och återvände kort därefter till Neapel.
Farinelli sjöng ofta arior och operor skrivna av sin bror Riccardo Broschi. Eftersom de är skrivna särskilt för Farinelli anses de bära vittnesbörd om dennes rösts fantastiska virtuositet och höjd.

## Film
År 1994 gjordes en film om hans liv – Farinelli.
Idag finns inga kastratsångare, så för att skapa Farinellis sångröst använde man polska sopranen Ewa Małas-Godlewska och den amerikanske kontratenoren Derek Lee Ragin. De sjöng var för sig, och sången sattes sedan ihop digitalt.

## Aktuellt
12 juli 2006 grävdes Farinellis kvarlevor upp från Certosakyrkogården i Bologna.
Forskarna överraskades av att de inte bara fann Farinellis kvarlevor utan även hans släkting Carlotta Pisani Broschis. Gravupptagandet anstiftades av den florentinske antikvarien Alberto Bruschi och av Luigi Verdi, sekreterare vid Farinelli Study Center, tillika koordinator och allmänt ansvarig för projektet. Maria Giovanna Belcastro på Antropologiska Institutet vid universitetet i Bologna och Gina Fornaciari, paleoantropolog vid universitetet i Pisa är de vetenskapsmän som fått uppdraget att såväl forska fram nya data om Farinelli och hans livsstil, vanor och eventuella sjukdomar eller åkommor, som att fastställa kastratens fysiologiska status.
"Då Carlotta avled, öppnades graven och Farinellis ben lades samman i botten för att få plats för Carlottas kvarlevor"  sade musikologen Carlo Vitali den 13 juli 2006. Detta har lett till att Farinellis kvarlevor, som hans käkben, flera tänder, delar av skallen och nästan alla av hans större ben inte var så välbevarade. Vitali beskrev de större benen som långa och kraftiga, vilket överensstämmer såväl med de officiella porträtten av Farinelli, som med kastratens rykte om att vara ovanligt lång.